# 威爾·巴克利
威爾·巴克利（英語：Will Buckley；1989年11月21日—）是一位英格蘭足球運動員。在場上的位置是側鋒。他也擁有代表愛爾蘭共和國國家足球隊參加國際比賽的資格。

## 外部連結
- 足球数据库：威爾·巴克利的球员统计数据